# 런던 조약 (1867년)
런던 조약(프랑스어: Traité de Londres)은 1839년 조약 이후 흔히 제2차 런던 조약이라고 불리며, 룩셈부르크에 완전한 독립과 중립을 부여했다. 이 조약은 프로이센-오스트리아 전쟁과 룩셈부르크 위기의 여파로 1867년 5월 11일에 서명되었다. 이 조약은 룩셈부르크와 유럽 강대국들 간의 관계에 광범위한 영향을 미쳤다.

## 효과
조약 제1조에 명시된 조약의 즉각적인 효과는 네덜란드와 룩셈부르크 간의 오라녜나사우가 하의 동군연합을 재확인한 것이었다. 이 동군연합은 빌헬미나가 네덜란드 왕위에 오르면서 1890년까지 지속되었다. 당시 룩셈부르크에서는 (1783년 나사우 가문 협정에 따라) 부계제 형태의 계승이 유효했기 때문에, 대공국은 여성 계열로 넘어갈 수 없었다. 대신 나사우 가문의 나이든 분가(나사우바일부르크가, 현재 룩셈부르크-나사우라고 불림)가 그 존엄을 상속받아 룩셈부르크는 자체적인 왕조를 갖게 되었다.
룩셈부르크 위기는 프랑스 황제 나폴레옹 3세가 네덜란드 국왕 빌럼 3세로부터 룩셈부르크를 사들이려 시도한 후 발생했다. 결과적으로, 프랑스의 간섭으로부터 자유로운 데 유레 독립 룩셈부르크에 대한 네덜란드의 지배를 유지하는 것은 프로이센에게 가장 중요했다.
제1차 런던 조약에 의해 확립된 룩셈부르크의 중립성 또한 재확인되었다. 이전 조약에 서명하지 않은 당사국들은 룩셈부르크의 중립성을 보장하는 국가가 되어야 했다(예외는 벨기에였는데, 벨기에는 그 자체로 중립에 구속되었다).
룩셈부르크의 중립성을 보장하기 위해 "북부의 지브롤터"로 알려진 룩셈부르크 시의 (서쪽) 요새들은 해체되어야 했고 다시는 재건되지 않아야 했다. 동쪽으로는 깊은 강 계곡과 여전히 존재하는 중세 요새들이 도시를 보호했다. 서쪽 및 지하 요새를 해체하는 데는 16년이 걸렸고 150만 골드 프랑스 프랑이 소요되었으며, 24 km (15 mi) 이상의 지하 방어 시설과 4 헥타르 (9.9 에이커)의 포곽, 포대, 막사 등이 파괴되어야 했다. 룩셈부르크 시에 남아있는 여전히 매우 큰 요새들은 현재 유네스코 세계유산 목록의 일부이다.
더 나아가, 빈 회의 결정에 따라 1815년부터 룩셈부르크에 주둔하고 있던 프로이센 육군 주둔군은 철수되어야 했다.
프로이센-오스트리아 전쟁은 독일 연방의 붕괴를 초래했다. 두 전 회원국인 룩셈부르크 대공국과 림뷔르흐 공국은 네덜란드 국왕을 국가원수로 두고 있었다(룩셈부르크 대공이자 림뷔르흐 공작으로서). 연방 붕괴 이후의 상황을 명확히 하기 위해 런던 조약은 연방의 종말을 확인하고 림뷔르흐가 그 "영토"와 함께 "네덜란드 왕국의 불가분의 일부"로 간주되어야 한다고 명시했다.
여전히 동군연합으로 네덜란드와 연결되어 있던 독립적인 룩셈부르크 대공국은 새로 재건된 독일 관세 동맹, 즉 관세 동맹에 다시 합류했으며, 이 동맹은 동군연합이 끝난 지 한참 후인 1919년 1월 1일까지 지속되었다.

## 서명자
이 조약은 유럽의 모든 강대국 대표들이 서명했다.
- 오스트리아-헝가리: 루돌프 아포니 백작이 대표
- 벨기에 왕국: 실방 판 더 웨이어가 대표
- 프랑스 제국: 라 투르 도베르뉴-로라게 공이 대표
- 이탈리아 왕국: 아첼리오 후작이 대표
- 룩셈부르크 대공국: 토르나코 남작과 엠마뉘엘 세르베가 대표
- 네덜란드 왕국: 벤팅크 남작이 대표
- 프로이센 왕국: 베른스토르프-스틴텐부르크 백작이 대표
- 러시아 제국: 브룬노프 남작이 대표
- 그레이트브리튼 아일랜드 연합왕국: 제15대 더비 백작 에드워드 스탠리가 대표

이탈리아는 처음에는 초청받지 못했지만, 비토리오 에마누엘레 2세 국왕이 다른 국왕과 황제들을 설득하여 그의 대표를 초청하게 했다. 이 조약은 룩셈부르크와 거의 관련이 없었기 때문에 이탈리아에 직접적인 영향을 미치지 않았다. 그러나 이탈리아가 강대국으로서 국제 회의에 초청받은 첫 번째 사례였으며, 따라서 신생 이탈리아 왕국에게는 상징적인 가치가 있었다.

## 같이 보기
- 런던 조약: 동음이의어 문서이며, 유사한 제목의 조약들